# Yenimahalle
Yenimahalle, noto anche come Balıklıgöl Höyüğü, è un sito archeologico neolitico situato nel centro storico di Şanlıurfa, nel sud-est della Turchia. Fa parte dell'iniziativa Taş Tepeler (Colline di Pietra), un progetto che comprende una dozzina di insediamenti risalenti a oltre 10.000 anni fa, tra cui i più noti sono Göbekli Tepe e Karahan Tepe. Il sito si trova a nord del santuario di Balıklıgöl e a sud-ovest della moschea Selahattin Eyyubi, in una zona collinare che domina l'altopiano di Balıklıgöl. Le ricerche archeologiche hanno confermato che l'area risale al periodo neolitico, contemporaneo ad altri centri neolitici della regione.

## Statua di Balıklıgöl

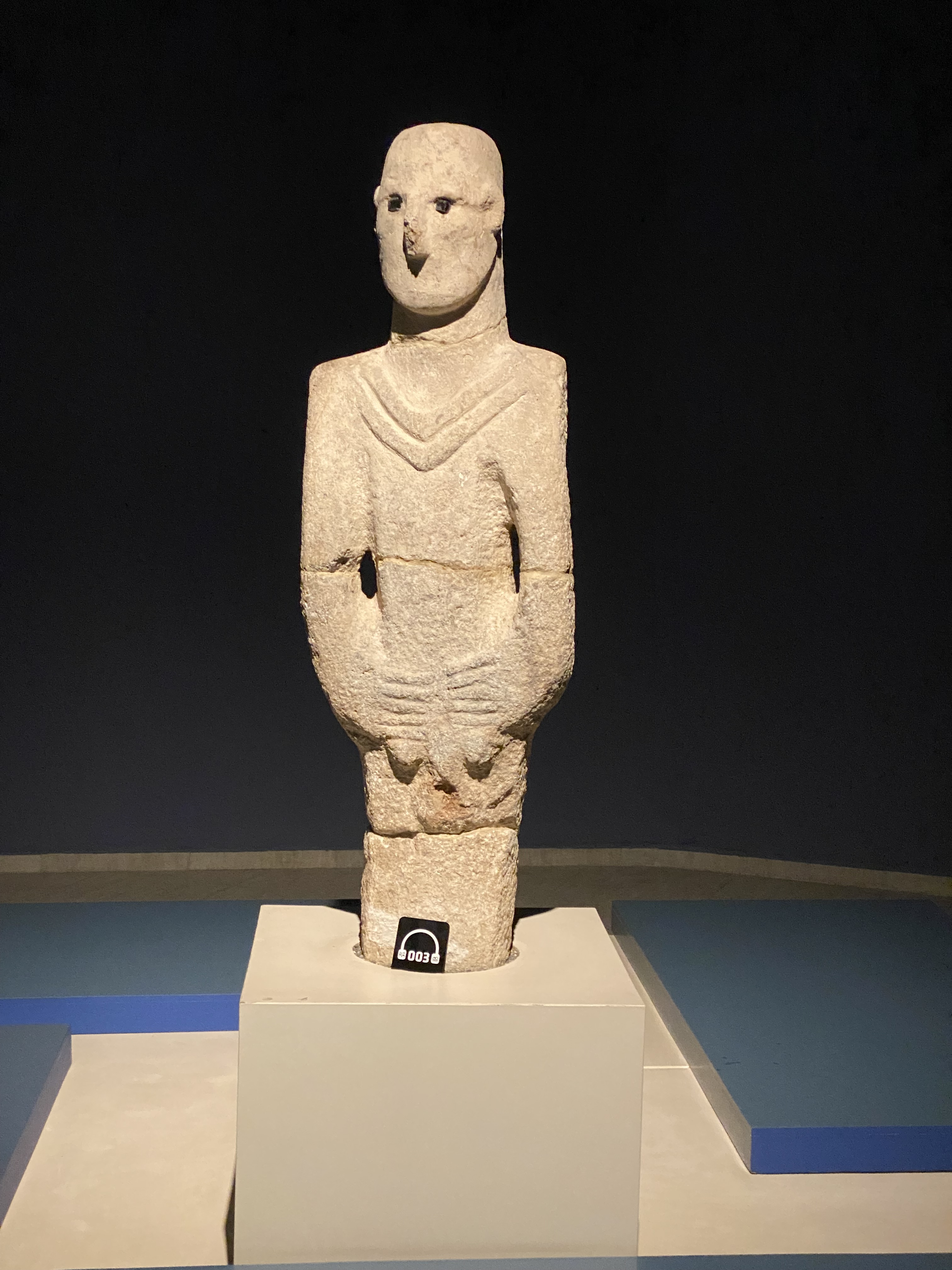
Statua di Balıklıgöl

Una delle scoperte più importanti nel sito di Yenimahalle è la Statua di Balıklıgöl, rinvenuta nel 1993. Questa statua, alta circa 1,80 metri, è considerata la più antica scultura a grandezza naturale conosciuta dell'umanità. La sua postura e lo stile mostrano somiglianze con le stele a forma di "T" recuperate da Göbekli Tepe e Nevalı Çori, suggerendo una continuità culturale e simbolica tra questi siti.
Attualmente la statua è esposta nel museo di archeologia e del mosaico di Şanlıurfa.